# Nolan-Insel
Die Nolan-Insel (oder auch Nolan Island) ist eine eisbedeckte und 10 km lange Insel im Marshall-Archipel vor der Saunders-Küste des westantarktischen Marie-Byrd-Landes. Sie liegt 3 km nördlich des Gebirgskamms Court Ridge im Sulzberger-Schelfeis.
Teilnehmer der United States Antarctic Service Expedition (1939–1941) entdeckten und kartierten sie. Das Advisory Committee on Antarctic Names benannte die Insel 1966 nach William G. Nolan von der United States Navy, Radaroffizier an Bord des Eisbrechers USS Glacier von 1957 bis 1958 und von 1961 bis 1962.